# Cladocroce tubulosa
Cladocroce tubulosa är en svampdjursart som beskrevs av Gustavo Pulitzer-Finali 1993. Cladocroce tubulosa ingår i släktet Cladocroce och familjen Chalinidae. Inga underarter finns listade i Catalogue of Life.